# Saint-Germer-de-Fly
Saint-Germer-de-Fly – miejscowość i gmina we Francji, w regionie Hauts-de-France, w departamencie Oise.
Według danych na rok 1990 gminę zamieszkiwało 1585 osób, a gęstość zaludnienia wynosiła 80 osób/km² (wśród 2293 gmin Pikardii Saint-Germer-de-Fly plasuje się na 170 miejscu pod względem liczby ludności, natomiast pod względem powierzchni na miejscu 92). Główną atrakcją turystyczną jest wczesnogotyckie opactwo